# 弘津悠
弘津 悠（ひろつ はるか、2000年10月29日 - ）は、日本の女子ラグビーユニオン選手。

## プロフィール
- 兵庫県出身。
- ポジションはスタンドオフ(SO)、センター(CTB)。
- 身長 169cm、体重 50kg
- 父の英司は元ラグビー選手[1](元日本代表)。
- 7人制女子日本代表に選ばれたことがある[2]

## 略歴
2019年、兵庫県立星陵高等学校卒業後、早稲田大学に入る。
2021年、東京五輪の7人制女子日本代表に選ばれた。
2023年7月15日に行われた女子スペイン遠征女子スペイン代表戦にて途中出場で15人制女子日本代表初キャップを獲得した。